# Ralph Kronig
Ralph de Laer Kronig (Dresden, 10 de março de 1904 — Zeist, 16 de novembro de 1995) foi um físico teuto-estadunidense.

## Livros
- Correspondence with Niels Bohr, 1924-1953.
- Textbook of physics. Under the editorship of R. Kronig in collaboration with J. De Boer [and others] With biographical notes and tables by J. Korringa.
- The optical basis of the theory of valence / by R. de L. Kronig
- Band spectra and molecular structure / by R. de L. Kronig
- Oral history interview with Ralph de Laer Kronig, 1962 November 12